# Mikko Rautee
Mikko Rautee (* 13. Mai 1979 in Kaarina) ist ein ehemaliger finnischer Eishockeyspieler und jetziger -trainer.

## Karriere
Mikko Rautee begann seine professionelle Karriere im Jahr 1998 bei TPS Turku. Hier spielte er bis zum Jahr 2004, bis er schließlich in der Saison 2004/05 in die schwedische HockeyAllsvenskan zu Leksands IF wechselte. Noch in derselben Saison kehrte er wieder zu TPS Turku zurück und spielte dort mit einer Ausnahme (2005/06 bei Ässät Pori) durchgehend bis zur Saison 2007/08.
Für die Saison 2008/09 hatte er eigentlich bei den Lausitzer Füchsen unterschrieben, doch der Vertrag wurde noch vor Saisonbeginn wegen gesundheitlicher Probleme wieder aufgelöst. Danach absolvierte er zwölf Partien für KooKoo Kouvola in der Mestis und war in der Folge vereinslos. Erst im Januar 2010 wurde er von PaKa Kuusamo aus der vierten finnischen Liga unter Vertrag genommen, wo er am Saisonende seine aktive Karriere beendete. In der Saison 2010/11 war er Cheftrainer beim finnischen Viertligisten TuKV. 

## Erfolge und Auszeichnungen
- 1999 Finnischer Meister mit TPS Turku
- 2000 Finnischer Meister mit TPS Turku
- 2001 Finnischer Meister mit TPS Turku
- 2004 Finnischer Vizemeister mit TPS Turku
- 2006 Finnischer Vizemeister  mit Ässät Pori